# Mariano Mina
Mariano Mina (Esmeraldas, Provincia de Esmeraldas, Ecuador, 3 de marzo de 1979) es un exfutbolista ecuatoriano. Jugaba de defensa central en el Guayas Fútbol Club de la Segunda Categoría de Ecuador, se retiró del fútbol desde 2021.
Tiene 6 hijos

## Trayectoria
Mariano Mina comenzó jugando en un pequeño club de su provincia llamado Estrella Roja. Luego fue a jugar a la Segunda Categoría de la AsoGuayas con la LDU de Guayaquil, en el 2001. Al siguiente año pasó al Centro Deportivo Juvenil de la ciudad de Esmeraldas. En el 2003, con el Esmeraldas Petrolero, debutó como profesional en la Serie B. En el 2004 pasó al Barcelona de Guayaquil, equipo con el que estuvo dos años y debido a que no logró consolidarse fue prestado al Macará de Ambato.
En el 2008 fue traspasado al Deportivo Cuenca. Al final de la temporada, debido a que el club pasaba por una crisis financiera tuvo que ceder a varios de sus jugadores y en el 2009 es fichado por Emelec por pedido del director técnico Gabriel Perrone. Después en el 2011, es contratado por el Deportivo Quito, equipo con el que se coronó campeón de la Serie A de Ecuador. Para la temporada 2012, regresa al Club Sport Emelec de la ciudad de Guayaquil.

## Clubes
| Club                 | País    | Año              |
| -------------------- | ------- | ---------------- |
| Esmeraldas Petrolero | Ecuador | 2003             |
| Barcelona            | Ecuador | 2004-2005        |
| Macará               | Ecuador | 2006-2007        |
| Deportivo Cuenca     | Ecuador | 2008             |
| Emelec               | Ecuador | 2009-2010        |
| Deportivo Quito      | Ecuador | 2011             |
| Emelec               | Ecuador | 2012             |
| Deportivo Cuenca     | Ecuador | 2013-2014        |
| Olmedo               | Ecuador | 2014-2015        |
| Guayas Fútbol Club   | Ecuador | 2016-presente--> |

### Campeonatos nacionales
| Título             | Club            | País    | Año  |
| ------------------ | --------------- | ------- | ---- |
| Serie A de Ecuador | Deportivo Quito | Ecuador | 2011 |